# Liste der Kulturdenkmale in Kodersdorf

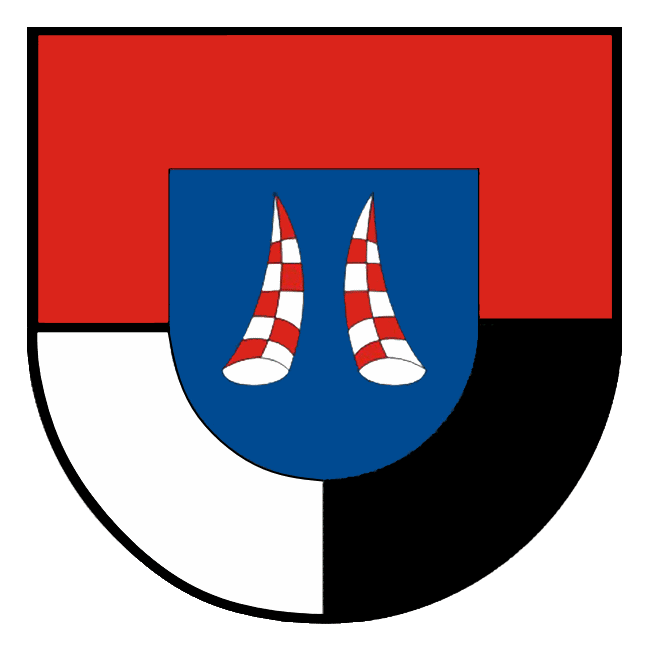
Wappen von Kodersdorf

In der Liste der Kulturdenkmale in Kodersdorf sind die Kulturdenkmale der sächsischen Gemeinde Kodersdorf verzeichnet, die bis September 2024 vom Landesamt für Denkmalpflege Sachsen erfasst wurden (ohne archäologische Kulturdenkmale). Die Anmerkungen sind zu beachten.
Diese Aufzählung ist eine Teilmenge der Liste der Kulturdenkmale im Landkreis Görlitz.

## Kodersdorf
| Bild                                    | Bezeichnung | Lage                                                                                          | Datierung | Beschreibung | ID       |
| --------------------------------------- | --- | --------------------------------------------------------------------------------------------- | --- | --- | -------- |
| Direkt Bild zu diesem Denkmal hochladen | Gedenkstein zur Erinnerung an die Völkerschlacht | (Heideberg zwischen Kodersdorf und Wiesa) (Karte)                                             | 1913 | Ortsgeschichtlich von Bedeutung | 09269623 |
| Weitere Bilder                          | Wegestein | Bahnhofstraße (Ecke Mückenhainer Straße) (Karte)                                              | 19. Jahrhundert | Verkehrsgeschichtlich von Bedeutung | 09300627 |
| Direkt Bild zu diesem Denkmal hochladen | Wohnstallhaus mit integriertem Scheunenteil eines kleinen Bauernhofs | Bahnhofstraße 8 (Karte)                                                                       | 1. Hälfte 19. Jahrhundert                                                                                                | Baugeschichtlich und sozialgeschichtlich von Bedeutung | 09269627 |
| Direkt Bild zu diesem Denkmal hochladen | Wohnstallhaus mit Scheunenteil und Schmiede | Bahnhofstraße 11 (Karte)                                                                      | 1. Hälfte 19. Jahrhundert (Wohnstallhaus); um 1900 (neue Schmiede)                                                       | Baugeschichtlich und ortsgeschichtlich von Bedeutung | 09269628 |
| Weitere Bilder                          | Mühlenanwesen mit Mahlgebäude und älterem Anbau | Bergstraße 1 (Karte)                                                                          | Um 1850 (Anbau) | Ortsgeschichtlich von Bedeutung | 09269609 |
| Direkt Bild zu diesem Denkmal hochladen | Wirtschaftsgebäude des ehemaligen Rittergutes Oberrengersdorf, heute Wohnhaus | Bergstraße 8 (Karte)                                                                          | Um 1860 | Baugeschichtlich und ortsgeschichtlich von Bedeutung | 09300624 |
|                                         | Altes Herrenhaus des ehemaligen Rittergutes Oberrengersdorf | Bergstraße 11, 12 (Karte)                                                                     | 16./17. Jahrhundert (Kern Herrenhaus)                                                                                    | Baugeschichtlich und ortsgeschichtlich von Bedeutung | 09300621 |
| Direkt Bild zu diesem Denkmal hochladen | Wirtschaftsgebäude des ehemaligen Rittergutes Oberrengersdorf, mit Speicherfunktion                                                                                                | Bergstraße 13 (Karte)                                                                         | 18. und 19. Jahrhundert                                                                                                  | Baugeschichtlich und ortsgeschichtlich von Bedeutung | 09300622 |
| Direkt Bild zu diesem Denkmal hochladen | Hof-Nordseite des ehemaligen Rittergutes Oberrengersdorf: Scheunen, teilweise zu Wohnhäusern umgebaut                                                                              | Bergstraße 14, 14a, 14b (Karte)                                                               | 18. und 19. Jahrhundert                                                                                                  | Baugeschichtlich und ortsgeschichtlich von Bedeutung | 09300623 |
| Direkt Bild zu diesem Denkmal hochladen | Wohnhaus im Schweizerstil mit Nebengebäude des ehemaligen Rittergutes Oberrengersdorf                                                                                              | Bergstraße 16 (Karte)                                                                         | Um 1900 | Baugeschichtlich und ortsgeschichtlich von Bedeutung | 09300625 |
| Weitere Bilder                          | Rittergut Oberrengersdorf (Sachgesamtheit) | Bergstraße 19 (Karte)                                                                         | 1901–1902 (Schloss); um 1905 (Mausoleum)                                                                                 | Sachgesamtheit Rittergut Oberrengersdorf mit folgenden Einzeldenkmalen: Neues Schloss, Eiskeller, Mausoleum, Torpfeiler, Brücke und gemauerter Teichzulauf (siehe Einzeldenkmal 09300626, gleiche Anschrift) sowie Landschaftspark (Gartendenkmal); baugeschichtlich, landschaftsgestaltend, gartenkünstlerisch und ortsgeschichtlich von Bedeutung. Zum Neuen Schloss gehören der umgebende Garten und der große Landschaftspark, in den vorhandene Wiesen und Gehölze geschickt integriert wurden. Seinen äußersten Punkt nimmt ein Mausoleumsbau ein, ein Zitat des Theoderichsbaus in Ravenna. Es gibt auch eine Grotte und einen Eiskeller. | 09269607 |
| Weitere Bilder                          | Neues Schloss (Einzeldenkmal zu ID-Nr. 09269607) | Bergstraße 19 (Karte)                                                                         | 1901–1902 | Einzeldenkmal der Sachgesamtheit Rittergut Oberrengersdorf; baugeschichtlich und ortsgeschichtlich von Bedeutung. Das Neue Schloss Oberrengersdorf, einer der größten Herrensitze der Oberlausitz, befindet sich in einigem Abstand zum großen Gutshof, dessen eines Seitengebäude (siehe Bergstraße 11,12) das vormalige Herrenhaus war. Das Bestreben des neu geadelten Julius von Rocandor, Edler von Nornenfels, einen (1901/02 entstandenen) neobarocken Neubau nach dem Muster des ungarischen Stammsitzes der Familie errichten zu lassen, entsprach seinem feudalen Repräsentationsbedürfnis. Der mächtige Baukörper wird bekrönt von einem Mansarddach und flankiert von vier runden Ecktürmen mit einer Art Welschen Hauben. Zeigt der Eingang noch einen stilisierten, konvex-konkav geschwungenen Triumphbogen mit flankierenden Okuli, über dem ein vergrößertes Rundbogenfenster eine Salle de Logis anzudeuten scheint – alles barocke Motive – so erlebt die Architektur auf der Garten/-Teichseite ihren Höhepunkt in einem halbrunden Mittelrisalit mit zweiläufiger Freitreppe, der von einem verzierten Schweifgiebelfeld bekrönt und von einer prächtigen, dem Rund folgenden und reich stuckierten Loggia im Hochparterre gerahmt wird. Ein Vorbote der Moderne sind lediglich die liegenden Fenster der Mittelrisalits – Attikazone. Vom Interieur des Hauses ist einiges erhalten. | 09300626 |
|                                         | Eiskeller (Einzeldenkmal zu ID-Nr. 09269607) | Bergstraße 19 (Karte)                                                                         | Um 1905 | Einzeldenkmal der Sachgesamtheit Rittergut Oberrengersdorf; baugeschichtlich und ortsgeschichtlich von Bedeutung | 09300626 |
|                                         | Mausoleum (Einzeldenkmal zu ID-Nr. 09269607) | Bergstraße 19 (Karte)                                                                         | Um 1905 | Einzeldenkmal der Sachgesamtheit Rittergut Oberrengersdorf; baugeschichtlich und ortsgeschichtlich von Bedeutung | 09300626 |
|                                         | Torpfeiler (Einzeldenkmale zu ID-Nr. 09269607) | Bergstraße 19 (Karte)                                                                         | Um 1905 | Einzeldenkmale der Sachgesamtheit Rittergut Oberrengersdorf; baugeschichtlich und ortsgeschichtlich von Bedeutung | 09300626 |
| Direkt Bild zu diesem Denkmal hochladen | Brücke und gemauerter Teichzulauf im Park (Einzeldenkmale zu ID-Nr. 09269607) | Bergstraße 19 (Karte)                                                                         | Um 1905 | Einzeldenkmale der Sachgesamtheit Rittergut Oberrengersdorf; baugeschichtlich und ortsgeschichtlich von Bedeutung | 09300626 |
| Weitere Bilder                          | Bienenhaus | Görlitzer Allee 1 (Karte)                                                                     | Ende 19. Jahrhundert | Aufwändige Gestaltung, wirtschaftsgeschichtlich und sozialgeschichtlich von Bedeutung | 09269613 |
| Direkt Bild zu diesem Denkmal hochladen | Wohnstallhaus | Görlitzer Allee 12 (Karte)                                                                    | Um 1850 | Baugeschichtlich von Bedeutung | 09269616 |
| Direkt Bild zu diesem Denkmal hochladen | Landarbeiter- oder Tagelöhnerhaus und Holzscheune | Kunnersdorfer Straße 1 (Torga) (Karte)                                                        | 1. Hälfte 19. Jahrhundert                                                                                                | Baugeschichtlich und sozialgeschichtlich von Bedeutung | 09269605 |
| Direkt Bild zu diesem Denkmal hochladen | Gasthof mit Saal (Gerichtskretscham) | Kunnersdorfer Straße 2 (Torga) (Karte)                                                        | Um 1850 | Ohne Anbauten, baugeschichtlich und ortsgeschichtlich von Bedeutung | 09269604 |
| Direkt Bild zu diesem Denkmal hochladen | Wohnstallhaus | Kunnersdorfer Straße 6 (Torga) (Karte)                                                        | Um 1800 | Obergeschoss Fachwerk, baugeschichtlich von Bedeutung | 09269606 |
| Direkt Bild zu diesem Denkmal hochladen | Wohnstallhaus mit Scheunenteil eines ehemaligen Bauernhofs | Kunnersdorfer Straße 9 (Torga) (Karte)                                                        | Um 1850 | Baugeschichtlich und wirtschaftsgeschichtlich von Bedeutung | 09269600 |
| Direkt Bild zu diesem Denkmal hochladen | Kleiner Waldfriedhof Kodersdorf (Sachgesamtheit) | Mückenhainer Straße (Karte)                                                                   | Nach 1945 | Sachgesamtheit Kleiner Waldfriedhof Kodersdorf mit Gräberfeld für Gefallene des Zweiten Weltkrieges (Sachgesamtheitsteil); geschichtliche Bedeutung | 09305767 |
| Direkt Bild zu diesem Denkmal hochladen | Wohnstallhaus mit Scheunenteil | Mückenhainer Straße 9 (Karte)                                                                 | Bezeichnet mit 1872 | Authentisch, baugeschichtlich von Bedeutung | 09269619 |
| Direkt Bild zu diesem Denkmal hochladen | Wohnstallhaus und zwei Seitengebäude eines Bauernhofs | Mückenhainer Straße 17 (Karte)                                                                | 1. Hälfte 19. Jahrhundert (Bauernhof); um 1850 (Gesindehaus); 1947, Kern Mitte 19. Jahrhundert (Wohnstallhaus und Stall) | Baugeschichtlich und wirtschaftsgeschichtlich von Bedeutung | 09269726 |
| Direkt Bild zu diesem Denkmal hochladen | Wohnstallhaus eines Bauernhofes | Mückenhainer Straße 17a (Karte)                                                               | 1. Hälfte 19. Jahrhundert                                                                                                | Baugeschichtlich von Bedeutung | 09301082 |
| Weitere Bilder                          | Kriegerdenkmal für die Gefallenen des Ersten Weltkrieges | Mühlweg (Karte)                                                                               | Nach 1918 | Ortsgeschichtlich von Bedeutung | 09269659 |
| Direkt Bild zu diesem Denkmal hochladen | Wohnstallhaus | Mühlweg 7 (Karte)                                                                             | 1. Hälfte 19. Jahrhundert                                                                                                | Obergeschoss Fachwerk, Konstruktion weitgehend erhalten, baugeschichtlich von Bedeutung | 09269658 |
| Direkt Bild zu diesem Denkmal hochladen | Wohnstallhaus, Seitengebäude, Scheune und Toreinfahrt eines Bauernhofes | Mühlweg 14 (Karte)                                                                            | Um 1850 | Baugeschichtlich und wirtschaftsgeschichtlich von Bedeutung | 09269982 |
| Direkt Bild zu diesem Denkmal hochladen | Wohnhaus eines Bauernhofes | Mühlweg 16a (Karte)                                                                           | Bezeichnet mit 1862 (im Kern vermutlich älter)                                                                           | Ältester Bestandteil des Hofes, baugeschichtlich von Bedeutung | 09269660 |
| Direkt Bild zu diesem Denkmal hochladen | Häusler- oder Tagelöhnerhaus | Obere Dorfstraße 33a (Karte)                                                                  | 1. Hälfte 19. Jahrhundert                                                                                                | Baugeschichtlich und sozialgeschichtlich von Bedeutung | 09269615 |
| Direkt Bild zu diesem Denkmal hochladen | Wohnhaus, Scheune und Seitengebäude eines Bauernhofes | Ringstraße 18 (Torga) (Karte)                                                                 | Um 1850 (Dreiseithof); um 1900 (Seitengebäude)                                                                           | Struktur erhalten, baugeschichtlich und wirtschaftsgeschichtlich von Bedeutung | 09269603 |
| Direkt Bild zu diesem Denkmal hochladen | Häusleranwesen mit Scheunenteil | Särichener Straße 11 (Karte)                                                                  | 1. Hälfte 19. Jahrhundert                                                                                                | Baugeschichtlich und sozialgeschichtlich von Bedeutung | 09269617 |
| Direkt Bild zu diesem Denkmal hochladen | Wohnstallhaus und zwei Scheunen eines Vierseithofes | Schulstraße 51 (Karte)                                                                        | Um 1850 | Baugeschichtlich und wirtschaftsgeschichtlich von Bedeutung | 09269652 |
| Direkt Bild zu diesem Denkmal hochladen | Straßenbrücke | Straße der Einheit (bei Herrenhaus) (Karte)                                                   | Um 1900 | Baugeschichtlich und technikgeschichtlich von Bedeutung | 09300855 |
| Weitere Bilder                          | Rittergut Niederrengersdorf (Sachgesamtheit) | Straße der Einheit 13, 15, 20 (Straße der Freundschaft 1, Straße der Freundschaft 12) (Karte) | 16.–19. Jahrhundert | Sachgesamtheit Rittergut Niederrengersdorf mit folgenden Einzeldenkmalen: Herrenhaus, Nebengebäude, Gewächshaus (eventuell Orangerie) sowie Steindeckerbrücke und Reste der Umfassungsmauer im Park (siehe Einzeldenkmal 09269669, gleiche Anschrift), ehemaliges Wirtschaftsgebäude und daran angebautes Eckhaus (siehe Einzeldenkmal 09269649, Straße der Einheit 12), Wirtschaftsgebäude und Gasthof als zwei zusammenhängende Gebäudeteile (siehe Einzeldenkmal 09269666, Straße der Einheit 13), ehemaliges Wirtschaftsgebäude und Remise (siehe Einzeldenkmal 09269667, Straße der Einheit 15) und Wohnhaus (siehe Einzeldenkmal 09269727, Straße der Einheit 20) sowie der Gutspark (Gartendenkmal); baugeschichtlich, gartenkünstlerisch und ortsgeschichtlich von Bedeutung | 09300628 |
| Weitere Bilder                          | Ehemaliges Wirtschaftsgebäude und daran angebautes Eckhaus in städtischer Ausprägung (Einzeldenkmale zu ID-Nr. 09300628)                                                           | Straße der Einheit 12 (Karte)                                                                 | 18. Jahrhundert (rechter Hausteil); bezeichnet mit 1902 (linker Hausteil)                                                | Einzeldenkmale der Sachgesamtheit Rittergut Niederrengersdorf; baugeschichtlich und ortsgeschichtlich von Bedeutung | 09269649 |
|                                         | Wirtschaftsgebäude und Gasthof (Gerichtskretscham) als zwei zusammenhängende Gebäudeteile (Einzeldenkmale zu ID-Nr. 09300628)                                                      | Straße der Einheit 13 (Karte)                                                                 | Um 1850, Kern sicher älter                                                                                               | Einzeldenkmale der Sachgesamtheit Rittergut Niederrengersdorf; stattlicher Baukörper, baugeschichtlich und ortsge-schichtlich von Bedeutung | 09269666 |
|                                         | Ehemaliges Wirtschaftsgebäude und Remise (Einzeldenkmale zu ID-Nr. 09300628) | Straße der Einheit 15 (Karte)                                                                 | Wappenstein 1731 | Einzeldenkmale der Sachgesamtheit Rittergut Niederrengersdorf; mächtiger Baukörper, baugeschichtlich und ortsgeschichtlich von Bedeutung | 09269667 |
| Direkt Bild zu diesem Denkmal hochladen | Wohnhaus, ehemaliger Bestandteil des Rittergutes (Einzeldenkmal zu ID-Nr. 09300628)                                                                                                | Straße der Einheit 20 (Karte)                                                                 | 18./19. Jahrhundert | Einzeldenkmal der Sachgesamtheit Rittergut Niederrengersdorf; baugeschichtlich und ortsgeschichtlich von Bedeutung | 09269727 |
| Direkt Bild zu diesem Denkmal hochladen | Ländliches Wohnhaus | Straße der Einheit 49 (Karte)                                                                 | 2. Hälfte 19. Jahrhundert                                                                                                | Regionaltypisch, baugeschichtlich von Bedeutung | 09269654 |
|                                         | Herrenhaus (Nr. 79), Scheune (Nr. 77) und Wirtschaftsgebäude (Nr. 76), dazu die erhaltenen Abschnitte der ehemaligen Park-Umfassungsmauern des Ritterguts Kodersdorf               | Straße der Einheit 76, 77, 79 (Karte)                                                         | 18. Jahrhundert (Herrenhaus); 1. Hälfte 19. Jahrhundert (Gutsscheune); 18./19. Jahrhundert (Wirtschaftsgebäude)          | Baugeschichtlich und ortsgeschichtlich von Bedeutung | 09269631 |
| Direkt Bild zu diesem Denkmal hochladen | Alte Schule | Straße der Einheit 80 (Karte)                                                                 | Um 1910 | Im Heimatstil errichtet, baugeschichtlich und ortsgeschichtlich von Bedeutung | 09269656 |
| Direkt Bild zu diesem Denkmal hochladen | Herrenhaus, Nebengebäude, Gewächshaus (eventuell Orangerie) sowie Steindeckerbrücke und Reste der Umfassungsmauer im Park (Einzeldenkmale zu ID-Nr. 09300628)                      | Straße der Freundschaft 1 (Karte)                                                             | 16. Jahrhundert (Herrenhaus)                                                                                             | Einzeldenkmale der Sachgesamtheit Rittergut Niederrengersdorf; baugeschichtlich und ortsgeschichtlich von Bedeutung | 09269669 |
| Weitere Bilder                          | Litfaßsäule | Straße der Freundschaft 14 (bei) (Karte)                                                      | 1920er Jahre | Kulturgeschichtlich von Bedeutung | 09269665 |
| Direkt Bild zu diesem Denkmal hochladen | Wohnhaus, Seitengebäude, Scheune, Remise und hölzerne Handschwengelpumpe eines Vierseithofes                                                                                       | Straße der Freundschaft 18 (Karte)                                                            | 1909 | Baugeschichtlich und wirtschaftsgeschichtlich von Bedeutung | 09269664 |
| Direkt Bild zu diesem Denkmal hochladen | Wohnhaus eines Bauernhofs | Straße der Freundschaft 25 (Karte)                                                            | Vor 1850 | Baugeschichtlich von Bedeutung | 09269663 |
| Direkt Bild zu diesem Denkmal hochladen | Wohnstallhaus und Scheune eines Bauernhofes (Obergut) | Straße der Freundschaft 32 (Karte)                                                            | Bezeichnet mit 1742 auf Wappenstein                                                                                      | Baugeschichtlich und wirtschaftsgeschichtlich von Bedeutung | 09269662 |
| Weitere Bilder                          | Kriegerdenkmal für die Gefallenen des Zweiten Weltkrieges | Torgaer Straße (Karte)                                                                        | Nach 1945 | Ortsgeschichtlich von Bedeutung | 09269670 |
| Weitere Bilder                          | Kirche Niederrengersdorf mit Kirchhof, Grabanlage der Familie Sanio, 13 Grabsteine, Kriegerdenkmal für die Gefallenen des Ersten Weltkrieges und Einfriedungsmauer mit Torpfeilern | Torgaer Straße (Karte)                                                                        | Um 1200 (Kirche); 1430–1450 Wiederaufbau (Kirche); 16.–18. Jahrhundert (Grabmal); um 1900 (Grabanlage)                   | Baugeschichtlich, künstlerisch und ortsgeschichtlich von Bedeutung | 09269643 |
| Weitere Bilder                          | Pfarrhaus | Torgaer Straße 4 (Karte)                                                                      | 1719 | Baugeschichtlich und ortsgeschichtlich von Bedeutung | 09269645 |
| Direkt Bild zu diesem Denkmal hochladen | Wohnstallhaus und drei Seitengebäude eines Bauernhofs | Torgaer Straße 5, 5b (Karte)                                                                  | Um 1880 | Zentrale Lage, bau- und womöglich ortsgeschichtliche Bedeutung | 09269668 |
| Direkt Bild zu diesem Denkmal hochladen | Ehemaliges Schulgebäude | Untere Dorfstraße 1 (Karte)                                                                   | Um 1800 | Baugeschichtlich und ortsgeschichtlich von Bedeutung | 09269650 |
| Direkt Bild zu diesem Denkmal hochladen | Wohnstallhaus | Untere Dorfstraße 3 (Karte)                                                                   | Wohl 18. Jahrhundert | Obergeschoss teils Fachwerk; baugeschichtlich von Bedeutung | 09269610 |
| Direkt Bild zu diesem Denkmal hochladen | Wohnhaus mit Wirtschaftsteil eines Bauernhofs, dazu Stützmauer aus Bruchstein | Untere Dorfstraße 5 (Karte)                                                                   | Um 1860 | Baugeschichtlich und straßenbildprägend von Bedeutung | 09269611 |
| Direkt Bild zu diesem Denkmal hochladen | Litfaßsäule | Wiesenweg (Karte)                                                                             | 1920er Jahre | Kulturgeschichtlich von Bedeutung | 09269646 |
| Direkt Bild zu diesem Denkmal hochladen | Wohnstallhaus mit Scheunenteil eines Bauernhofs | Wiesenweg 7 (Karte)                                                                           | Vor 1850 | Baugeschichtlich von Bedeutung | 09269647 |
| Weitere Bilder                          | Lachmann-Gedenkstein | Zur Hochstraße (Karte)                                                                        | 1805 | Ortsgeschichtlich von Bedeutung | 09269621 |

## Kodersdorf-Bahnhof
| Bild | Bezeichnung | Lage                             | Datierung | Beschreibung | ID       |
| ---- | --- | -------------------------------- | --- | --- | -------- |
|      | Empfangsgebäude des Bahnhofes Kodersdorf mit angebautem Güterboden und kleinem Nebengebäude (Toilettenhäuschen) | Am Bahnhof 1 (Karte)             | Um 1867 | Bahnstrecke Berlin–Görlitz; beides Klinker, originaler Zustand, baugeschichtlich und eisenbahngeschichtlich von Bedeutung | 09269625 |
|      | Ziegelei Kodersdorf (Sachgesamtheit) | Am Bahnhof 4, 5, 6, 7, 8 (Karte) | Ab 1880 | Sachgesamtheit Ziegelei Kodersdorf bestehend aus den Einzeldenkmalen: Ziegelei mit Ofenhaus (Gebäude 1, Am Bahnhof 4), Kesselhaus (Gebäude 7), alte Schmiede mit Kugelmühle (Gebäude 11, 11b, 11c, Am Bahnhof 5) mit Ringofen (Am Bahnhof 6) und Gebäude 13 mit Kammerofen (Am Bahnhof 7) sowie Verwaltungsgebäude oder altes Fabrikantenwohnhaus (Am Bahnhof 7) und Fabrikantenwohnhaus mit Einfriedung und Nebengebäude (Am Bahnhof 8) (siehe auch Einzeldenkmal 09269598, gleiche Anschrift); baugeschichtlich, geschichtlich und technikgeschichtlich von Bedeutung [alle übrigen, nicht kartierten Gebäude auf dem Gelände der Sachgesamtheit sind Störelemente] | 09300659 |
|      | Ziegelei mit Ofenhaus B (Gebäude 1, Am Bahnhof 4), Kesselhaus (Gebäude 7), alter Schmiede mit Kugelmühle (Am Bahnhof 5), Gebäude 11, 11b, 11c mit Ringofen (Am Bahnhof 6) und Gebäude 13 mit Kammerofen (Am Bahnhof 7) sowie Verwaltungsgebäude oder altes Fabrikantenwohnhaus (Am Bahnhof 7) und Fabrikantenwohnhaus mit Einfriedung und Nebengebäude (Am Bahnhof 8); Einzeldenkmale zu ID-Nr. 09300659 | Am Bahnhof 4, 5, 6, 7, 8 (Karte) | Ab 1880 (Ziegeleianlagenteil); 2. Hälfte 19. Jahrhundert (Verwaltungsgebäude); 1936 (Ringofen und Kammerofen); 1936/1955 (Ofen B) | Einzeldenkmale der Sachgesamtheit Ziegelei Kodersdorf; baugeschichtlich, geschichtlich und technikgeschichtlich von Bedeutung | 09269598 |

## Särichen
| Bild                                    | Bezeichnung                                              | Lage                               | Datierung                          | Beschreibung                                                                           | ID       |
| --------------------------------------- | -------------------------------------------------------- | ---------------------------------- | ---------------------------------- | -------------------------------------------------------------------------------------- | -------- |
|                                         | Ehemaliges Herrenhaus (Schloss Särichen)                 | Görlitzer Straße 44 (Karte)        | Belegt 1615, spätere Veränderungen | Barocker Bau mit Renaissancekern, baugeschichtlich und ortsgeschichtlich von Bedeutung | 09269640 |
| Weitere Bilder                          | Kriegerdenkmal für die Gefallenen des Ersten Weltkrieges | Görlitzer Straße 44a (bei) (Karte) | Nach 1918                          | Ortsgeschichtlich von Bedeutung                                                        | 09300629 |
| Direkt Bild zu diesem Denkmal hochladen | Wohnstallhaus und Scheune eines Bauernhofes              | Görlitzer Straße 52 (Karte)        | Um 1850                            | Baugeschichtlich und wirtschaftsgeschichtlich von Bedeutung                            | 09269641 |

## Wiesa
| Bild                                    | Bezeichnung | Lage                                                                              | Datierung | Beschreibung | ID       |
| --------------------------------------- | --- | --------------------------------------------------------------------------------- | --- | --- | -------- |
|                                         | Hinweis- und Warnsäule | (Abzweig der Straße nach Thiemendorf) (Karte)                                     | Bezeichnet mit 1837 | Ortsgeschichtlich von Bedeutung | 09269977 |
| Weitere Bilder                          | Rittergut von Wiedebach-Nostitz (Sachgesamtheit) | An der Gärtnerei 1, 2, 3, 4, 5, 12 (Hauptstraße 26a, 42, 44, 45, 46, 46a) (Karte) | 18. Jahrhundert | Sachgesamtheit Rittergut von Wiedebach-Nostitz bestehend aus den Einzeldenkmalen: alter und neuer Gutshof mit Herrenhaus, Gutsverwalterhaus, kleinem Wohnhaus, drei Gutscheunen, zwei Pferdeställen, zwei Rinderställen, Gutsbrennerei, zwei Gesindehäusern, Sägewerk, Schmiede und Reithalle sowie Einfriedungsmauern, Grablege und Teich im Gutspark (siehe Einzeldenkmale gleiche Anschrift – Obj. 09300630), dazu der Gutspark und Kastanienallee (Gartendenkmal); Anwesen von bau- und regionalgeschichtlicher Bedeutung [Störelemente: Werkstattanbau auf Flurstück 59/2 und Gebäudegruppe südlich von An der Gärtnerei 3 auf Flurstück 62/3, 62/7 und 62/1] | 09269639 |
| Weitere Bilder                          | Alter und neuer Gutshof mit Herrenhaus, Gutsverwalterhaus, kleinem Wohnhaus, drei Gutscheunen, zwei Pferdeställen, zwei Rinderställen, Gutsbrennerei, zwei Gesindehäusern, Sägewerk, Schmiede und Reithalle sowie Einfriedungsmauern, Grablege südlich des Ritterguts und Teich im Gutspark (Einzeldenkmale zu ID-Nr. 09269639) | An der Gärtnerei 1, 2, 3, 4, 5, 12 (Hauptstraße 26a, 42, 44, 45, 46, 46a) (Karte) | 18. Jahrhundert (Herrenhaus); 2. Hälfte 19. Jahrhundert (südliche Scheune, westliche Scheune und Pferdestall); Anfang 20. Jahrhundert (Scheune mit Kornboden) | Einzeldenkmale der Sachgesamtheit Rittergut von Wiedebach-Nostitz; baugeschichtlich und regionalgeschichtlich von Bedeutung | 09300630 |
| Weitere Bilder                          | Kriegerdenkmal für die Gefallenen des Ersten Weltkrieges | Hauptstraße (Karte)                                                               | Nach 1918 | Ortsgeschichtlich von Bedeutung | 09269635 |
| Direkt Bild zu diesem Denkmal hochladen | Häusleranwesen | Hauptstraße 13 (Karte)                                                            | Um 1850 | Sozialgeschichtlich von Bedeutung | 09269642 |
| Weitere Bilder                          | Alter und neuer Gutshof mit Herrenhaus, Gutsverwalterhaus, kleinem Wohnhaus, drei Gutscheunen, zwei Pferdeställen, zwei Rinderställen, Gutsbrennerei, zwei Gesindehäusern, Sägewerk, Schmiede und Reithalle sowie Einfriedungsmauern, Grablege südlich des Ritterguts und Teich im Gutspark (Einzeldenkmale zu ID-Nr. 09269639) | Hauptstraße 26a, 42, 44, 45, 46, 46a (An der Gärtnerei 1, 2, 3, 4, 5, 12) (Karte) | 18. Jahrhundert (Herrenhaus); 2. Hälfte 19. Jahrhundert (südliche Scheune, westliche Scheune und Pferdestall); Anfang 20. Jahrhundert (Scheune mit Kornboden) | Einzeldenkmale der Sachgesamtheit Rittergut von Wiedebach-Nostitz; baugeschichtlich und regionalgeschichtlich von Bedeutung | 09300630 |
| Direkt Bild zu diesem Denkmal hochladen | Ländliches Wohnhaus und Seitengebäude | Hauptstraße 27, 28 (Karte)                                                        | Um 1850 | Baugeschichtlich und sozialgeschichtlich von Bedeutung | 09269632 |
| Direkt Bild zu diesem Denkmal hochladen | Häusleranwesen | Hauptstraße 32 (Karte)                                                            | Um 1850 | Sozialgeschichtlich von Bedeutung | 09269633 |
| Weitere Bilder                          | Ländliches Wohnhaus | Sonnenweg 26 (Karte)                                                              | 1. Hälfte 19. Jahrhundert | Fachwerkhaus, baugeschichtlich von Bedeutung | 09269637 |
| Direkt Bild zu diesem Denkmal hochladen | Wohnstallhaus und zwei Seitengebäude eines kleinen Dreiseithofes | Ullersdorfer Straße 8 (Karte)                                                     | Vor 1900 | Aussehen und Struktur erhalten, baugeschichtlich und wirtschaftsgeschichtlich von Bedeutung | 08967482 |

## Streichungen von der Denkmalliste

### Streichungen von der Denkmalliste (Kodersdorf)
| Bild                                    | Bezeichnung    | Lage                          | Datierung                 | Beschreibung | ID       |
| --------------------------------------- | -------------- | ----------------------------- | ------------------------- | --- | -------- |
| Direkt Bild zu diesem Denkmal hochladen | Häusleranwesen | Straße der Einheit 57 (Karte) | 1. Hälfte 19. Jahrhundert | Landschaftstypischer Bau, baugeschichtlich von Bedeutung; zwischen 2011 und 2015 abgerissen                                     | 09269655 |
| Direkt Bild zu diesem Denkmal hochladen | Wohnstallhaus  | Straße der Einheit 67 (Karte) | 1. Hälfte 19. Jahrhundert | Obergeschoss Fachwerk, regionaltypisch, baugeschichtlich von Bedeutung. Zwischen 2018 und 2024 aus der Denkmalliste gestrichen. | 09269657 |

### Streichungen von der Denkmalliste (Wiesa)
| Bild                                    | Bezeichnung                                | Lage                   | Datierung                 | Beschreibung | ID       |
| --------------------------------------- | ------------------------------------------ | ---------------------- | ------------------------- | --- | -------- |
| Direkt Bild zu diesem Denkmal hochladen | Häusleranwesen mit Stall- und Scheunenteil | Hauptstraße 34 (Karte) | 1. Hälfte 19. Jahrhundert | Originaler Zustand, landschaftstypisch, sozialgeschichtlich von Bedeutung; nach 2014 von der Denkmalliste gestrichen | 09269634 |

## Tabellenlegende
- Bild: Bild des Kulturdenkmals, ggf. zusätzlich mit einem Link zu weiteren Fotos des Kulturdenkmals im Medienarchiv Wikimedia Commons. Wenn man auf das Kamerasymbol klickt, können Fotos zu Kulturdenkmalen aus dieser Liste hochgeladen werden:
- Bezeichnung: Denkmalgeschützte Objekte und ggf. Bauwerksname des Kulturdenkmals
- Lage: Straßenname und Hausnummer oder Flurstücknummer des Kulturdenkmals. Die Grundsortierung der Liste erfolgt nach dieser Adresse. Der Link (Karte) führt zu verschiedenen Kartendiensten mit der Position des Kulturdenkmals. Fehlt dieser Link, wurden die Koordinaten noch nicht eingetragen. Sind diese bekannt, können sie über ein Tool mit einer Kartenansicht einfach nachgetragen werden. In dieser Kartenansicht sind Kulturdenkmale ohne Koordinaten mit einem roten bzw. orangen Marker dargestellt und können durch Verschieben auf die richtige Position in der Karte mit Koordinaten versehen werden. Kulturdenkmale ohne Bild sind an einem blauen bzw. roten Marker erkennbar.
- Datierung: Baubeginn, Fertigstellung, Datum der Erstnennung oder grobe zeitliche Einordnung entsprechend des Eintrags in der sächsischen Denkmaldatenbank
- Beschreibung: Kurzcharakteristik des Kulturdenkmals entsprechend des Eintrags in der sächsischen Denkmaldatenbank, ggf. ergänzt durch die dort nur selten veröffentlichten Erfassungstexte oder zusätzliche Informationen
- ID: Vom Landesamt für Denkmalpflege Sachsen vergebene, das Kulturdenkmal eindeutig identifizierende Objekt-Nummer. Der Link führt zum PDF-Denkmaldokument des Landesamtes für Denkmalpflege Sachsen. Bei ehemaligen Kulturdenkmalen können die Objektnummern unbekannt sein und deshalb fehlen bzw. die Links von aus der Datenbank entfernten Objektnummern ins Leere führen. Ein ggf. vorhandenes Icon  führt zu den Angaben des Kulturdenkmals bei Wikidata.